# Station Grodzanowiec
Station Grodzanowiec is een spoorwegstation in de Poolse plaats Grodzanowiec.